# AAMI Classic 2012
Il AAMI Classic 2012 è stato un torneo di tennis giocato sul cemento. È stata la 24ª edizione del Kooyong Classic, che non fa parte dell'ATP Tour, ma è solo una esibizione in preparazione dell'Australian Open. Si è giocato al Kooyong Stadium di Melbourne in Australia, dall'11 al 14 gennaio 2012.

## Campione

### Singolare
Bernard Tomić ha battuto in finale  Mardy Fish con il punteggio di 6–4, 3–6, 7–5.